# Bitka pri Trevisu (541)
Bitka pri Trevisu je bila spopad leta 541 blizu Trevisa, Italija, med Ostrogoti in Bizantinci med gotsko vojno.
V uvodu v bitko je novi ostrogotski kralj Ildibad izkoristil umik odločitev vzhodnorimskega cesarja Justinijana I., da generala Belizarja umakne iz Italije, in je zlahka razširil svojo oblast v Benečiji in Liguriji z majhno, a rastočo gotsko silo. Leta 541 se je Ildibad izven Trevisa spopadel s generalom Vitaliusom, vojaškim poveljnikom mesta, katerega sila je vključevala precejšnje število Herulov. Bitka se je končala z odločilno zmago za Ildibada, pri čemer je Vitalius komaj pobegnil, vodja Herulov Theudimundus pa je bil ubit. Ildibad je pozneje lahko razširil svojo oblast na celotno Padsko nižino, toda njegov umor, ki ga je izvedel Gepid na banketu v palači mu je preprečil, da bi izkoristil več od te zmage.
Theudimundus, sin magister milituma Mundusa, je sodeloval v bitki in se boril za Bizantince pod Vitaliusom.